# Andraž nad Polzelo
Andraž nad Polzelo je naselje v Občini Polzela.
Do leta 1955 se je imenovalo Šent Andraž. Kraj se imenuje po župnijski cerkvi svetega Andraža, ki stoji v središču kraja. Tam je med drugim tudi podružnična osnovna šola, ki spada pod okrilje Osnovne šole Polzela.

## Obeležje ameriškim pilotom
V naselju je spominsko obeležje posadki desetih pilotov bombnika B-17, ki je  19. marca 1944 strmoglavil ob vznožju bližnje Gore Oljke. Osem članov posadke je umrlo, pokopani so na andraškem pokopališču. Dva pilota sta strmoglavljenje preživela. Od leta 2014 v Andražu nad Polzelo vsako leto poteka dan slovensko-ameriškega prijateljstva in zavezništva, ki se ga udeležujejo tudi visoki gostje iz Združenih držav Amerike.